# باربارا ری
باربارا ری (اسپانیایی: Bárbara Rey‎؛ زادهٔ ۲ فوریهٔ ۱۹۵۰) بازیگر اهل اسپانیا است. 
او با کارگردانان نامداری چون خاویر آگیره، لوئیس گارسیا برلانگا، خوزه رامون لاراس، آنتونیو مرسرو، بیسنته اسکریبا، پدرو لاساگا، آنخلینو فونس و ماریانو اسورس همکاری داشته است.
از فیلم‌های او می‌توان به بداندیشی شهوانی اشاره کرد.
بین سال‌های ۱۹۷۶ تا ۱۹۹۴، او رابطه‌ای عاشقانه و نامشروع با خوآن کارلوس یکم داشت.